# Stonebwoy
Livingstone Etse Satekla, né le 5 mars 1988 à Ashaiman, Accra, est connu sous son nom de scène Stonebwoy, est un musicien ghanéen d'Afropop, d'Afro-dancehall et de reggae,.
Il est le PDG de Burniton Music Group. Il remporte le prix du meilleur artiste international : catégorie Afrique aux BET Awards 2015 (en) et celui de l'artiste de l'année aux Ghana Music Awards 2015 et 2024. Il reçoit également deux plaques Billboard. Stonebwoy reçoit la plaque Golden Club de Boomplay après avoir dépassé les 100 millions de streams sur la plateforme. Il est décrit comme le roi du reggae et du dance hall en Afrique,,. Stonebwoy est également acteur, ayant joué dans les films Happy Death Day et My name is Ramadan. Il est un ambassadeur mondial de l’assainissement,. En septembre 2019, il est nommé ambassadeur de la marque Voltic Natural Mineral Water. Il est l'ambassadeur de la marque Tecno Mobile au Ghana,.
En 2022, il signe chez Def Jam Recordings d'Universal Music Group et son label phare Def Jam recordings Africa (en), pour sortir son cinquième album studio 5Th Dimension (2023), qui débute à la 8e place du Billboard Reggae Albums Charts. Il lui est commandé de réaliser trois albums sous le label.

## Vie et carrière musicale
Etse est né à Ashaiman dans la région du Grand Accra au Ghana et commence à faire de la musique dès ses premières années d'école. Il réalise ses talents et ses capacités en tant que parolier et scénariste dès son plus jeune âge, se souvenant d'avoir écrit et joué des pièces de théâtre dès sa quatrième année d'école primaire.
Il obtient son certificat d'études secondaires à la Tema Methodist Day Secondary School et s'inscrit ensuite à l'Université des études professionnels (en) pour obtenir un diplôme en marketing, en 2013. Cependant, il interrompt ses études pour se concentrer sur sa musique,,,,,.
En juin 2024, Stonebwoy obtient un diplôme en administration publique de l'Institut ghanéen de gestion et d'administration publique (GIMPA),. En septembre 2024, Stonebwoy est retourné à GIMPA pour un programme de maîtrise en relations publiques internationales et diplomatie,.
Son cinquième album studio, 5th Dimension, sort le 28 avril 2023. Il fait ses débuts à la 8e place du Billboard Reggae Albums Charts,.
Son dernier single, Jejereje, sort le 24 septembre 2024. Ce titre signifie « la tasse de thé » en langage local, ce qui implique que les actions d'une personne façonnent son destin.

## Reconnaissance et style musical
Stonebwoy chante normalement en patois jamaïcain (Patwa ou Patwah). En 2015, il reçoit des prix et des nominations allant de Artiste de l'année à Album de l'année . Son deuxième album, Necessary Evil, reçoit trois Ghana Music Awards sur six nominations. Nana Appiah Mensah, PDG de la société de négoce d'or Menzgold, envoie des mots d'encouragement à Stonebwoy sur Instagram pour son soutien. Le 18 avril 2019, Nana Appiah Mensah publie une photo du groupe de danse Stonebwoy disant qu'il est fier du président de la nation Bhim pour l'avoir défendu et que Dieu le bénisse.
Il est classé parmi les 50 jeunes PDG de 2019 par YCEO et Avance Media. La liste, lancée en 2018, honore les jeunes distingués qui apportent des solutions à certains des problèmes du Ghana.
En 2020, les Grammy Awards remettent une plaque à Stonebwoy en reconnaissance de son rôle d'interprète vedette sur le single nominé aux Grammy Awards « AVRAKEDABRA » de Morgan Heritage,.
En 2021, trois albums sur lesquels Stonebwoy participe sont nominés pour les Grammy Awards 2022,,,,.
En 2022, Vodafone Ghana le récompense pour avoir utilisé sa créativité et sa musique pour promouvoir la sensibilisation aux problèmes environnementaux et de durabilité. Sa chanson Greedy Men reçoit un prix et une récompense en espèces de 10 000 GH¢,.
En reconnaissance de sa réussite en obtenant la 8e position dans son classement, Billboard l'honore d'une plaque certifiée.

## Philanthropie
Stonebwoy créé la Fondation Livingstone. En janvier 2017, la fondation annonce un programme de parrainage pour cinq étudiants du lycée méthodiste de Tema, son alma mater. Dans le cadre des célébrations du 30e anniversaire de Stonebwoy, la fondation fait don d'une somme de 5 000 GH¢ au service des accidents de l'hôpital universitaire de Korle-Bu en mars 2018,. Stonebwoy ouvre également la boutique officielle de produits dérivés BHIM à Ashaiman. Les bénéfices de la boutique sont utilisés pour financer les activités de la Fondation Livingstone.
En 2020, la Fondation Livingstone, en collaboration avec la boutique de marchandises BHIM, distribue des désinfectants gratuits dans le cadre des efforts de lutte contre la propagation du coronavirus au Ghana. Stonebwoy fait également don de désinfectants et d'autres articles au département de police d'Ashaiman pour les aider à s'acquitter de leurs fonctions pendant la pandémie de coronavirus au Ghana,.
En 2022, la Fondation Livingstone, en collaboration avec la Fondation Duffour, rénove une école primaire qui dessert quatre villes proches de la ville natale de Stonebwoy,.
Stonebwoy, par bonne volonté et au nom de sa Fondation Livingstone, décide de jouer un concert gratuit lors d'un prochain spectacle organisé par HoodTalk Music Festival le 9 mai à l'Accra Independence Square dans le but de collecter 14 millions de dollars pour la construction de cinq cliniques pédiatriques.
Dans le but d'aider les plus défavorisés de la société, Stonebwoy choisit de jouer gratuitement au HoodTalk Music Festival, même s'il n'est pas obligatoire pour les artistes d'assumer des responsabilités sociales d'entreprise (RSE). Par l'intermédiaire de son organisation caritative, la Fondation Livingstone, Stonebwoy soutient plusieurs institutions et communautés, en mettant l'accent sur l'égalité d'accès à l'éducation, les soins de santé pour les survivants d'accidents, la défense des intérêts communautaires et l'autonomisation des jeunes.

## Approbations
Stonebwoy est l'ambassadeur de la marque Big Boss, une boisson énergisante. En septembre 2020, Stonebwoy est nommé ambassadeur de la marque Tecno Mobile et dévoile la série Camon 16 en octobre 2020,.

## Tournées mondiales et performances notables
Stonebwoy débute sa tournée mondiale dans la zone euro en août 2014. Il se produit en Allemagne, en Italie, en Espagne et en Autriche. Lors de sa tournée Canada-Amérique de 2016, il s'est produit à New York, dans l'Ohio, à Philadelphie et en Ontario. La même année, il joue à Perth, Melbourne, Brisbane et Sydney.
Lors de sa deuxième tournée européenne, il joue au Danemark, en Finlande et en Suède au cours du dernier trimestre 2017. Stonebwoy se produit au Reggae Sumfest (en), Festival de la nation afro au Portugal, Festival de reggae de Rotterdam, Festival de reggae d'Uppsala (en). Rototom Sunsplash,.
Stonebwoy est la tête d'affiche du Global Citizen Festival (en) 2022 au Black Star Square, à Accra, aux côtés de SZA, Usher, Sarkodie, Gyakie, HER, Stormzy et Tems,. Sa performance est jugée comme l'une des meilleures par les professionnels de l'industrie, les critiques et les mécènes.

## Discographie

### Albums studio
- Grade #1 (2012)
- Necessary Evil (2014)
- Epistles of Mama (2017)
- Anloga Junction (2020)
- 5th Dimension (2023)
- Up & Running (2024)

### Singles
| Année | Titre                            | Album            | Ref.    |
| ----- | -------------------------------- | ---------------- | ------- |
| 2012  | Rat Race                         | Grade #1         | [ 70 ]  |
| 2012  | Head Up/Above the Sky            | Grade #1         | [ 71 ]  |
| 2012  | Kiss n Cry                       | Grade #1         | [ 72 ]  |
| 2012  | Please Don't Go                  | Grade #1         | [ 73 ]  |
| 2012  | Onumade                          | Grade #1         | [ 74 ]  |
| 2012  | Agoro                            | Grade #1         | [ 75 ]  |
| 2013  | Party Again                      | Necessary Evil   | [ 76 ]  |
| 2013  | Pull Up                          | Necessary Evil   | [ 77 ]  |
| 2013  | No Sir                           | Necessary Evil   | [ 78 ]  |
| 2014  | Wicked                           | Necessary Evil   | [ 79 ]  |
| 2014  | Physically                       | Necessary Evil   | [ 80 ]  |
| 2014  | Bhim Nation                      | Necessary Evil   | [ 81 ]  |
| 2014  | Baafira                          | Necessary Evil   | [ 82 ]  |
| 2014  | Ex Boyfriend                     | Necessary Evil   | [ 83 ]  |
| 2014  | Can't Cool                       | Necessary Evil   | [ 84 ]  |
| 2014  | So Real                          | Necessary Evil   | [ 85 ]  |
| 2014  | Gwaan                            | Necessary Evil   | [ 86 ]  |
| 2014  | Real Warrior                     | Necessary Evil   | [ 87 ]  |
| 2014  | Murderer                         | Necessary Evil   | [ 88 ]  |
| 2014  | More Gyal                        | Necessary Evil   | [ 89 ]  |
| 2015  | Go Higher                        | Non-album single | [ 90 ]  |
| 2015  | Mightylele                       | Non-album single | [ 91 ]  |
| 2016  | People Dey                       | Non-album single | [ 92 ]  |
| 2016  | We made it                       | Non-album single | [ 93 ]  |
| 2016  | Problem                          | Non-album single | [ 94 ]  |
| 2016  | Last Station                     | Non-album single | [ 95 ]  |
| 2016  | Guy Guy                          | Non-album single | [ 96 ]  |
| 2016  | Sapashini                        | Non-album single | [ 97 ]  |
| 2016  | Any Day                          | Non-album single | [ 98 ]  |
| 2016  | Sick Inna Head                   | Non-album single | [ 99 ]  |
| 2016  | By Grace                         | Non-album single | [ 100 ] |
| 2017  | My Name                          | Non-album single | [ 101 ] |
| 2017  | Come From Far(Wo Gb3 J3k3)       | Non-album single | [ 102 ] |
| 2017  | Falling Again                    | Non-album single | [ 103 ] |
| 2017  | Hero                             | Non-album single | [ 104 ] |
| 2017  | Enkulenu                         | Non-album single | [ 105 ] |
| 2018  | Dirty Enemies                    | Non-album single | [ 106 ] |
| 2018  | Kpo K3K3                         | Non-album single | [ 107 ] |
| 2018  | Loyalty                          | Non-album single | [ 108 ] |
| 2018  | Tomorrow                         | Non-album single | [ 109 ] |
| 2018  | Smile Time Done(S.T.D/Worldwide) | Non-album single | [ 110 ] |
| 2018  | Most Original                    | Epistles of Mama |         |
| 2018  | Wame                             | Non-album single | [ 111 ] |
| 2018  | Top Skanka                       | Non-album single | [ 112 ] |
| 2019  | Shuga                            | Non-album single | [ 113 ] |
| 2019  | Tuff Seed                        | Non-album single | [ 114 ] |
| 2019  | Ololo                            | Non-album        | [ 115 ] |
| 2019  | Big Boss                         | Non-album        | [ 116 ] |
| 2019  | Black People                     | Non-album        | [ 117 ] |
| 2019  | More                             | Non-album        | [ 118 ] |
| 2019  | Take me away                     | Non-album        | [ 119 ] |
| 2019  | Take me there                    | Non-album        | [ 120 ] |
| 2019  | What a place                     | Non-album        | [ 121 ] |
| 2020  | Sobolo                           | Non-album        | ,       |
| 2020  | Good morning                     | Anloga Junction  | ,       |
| 2020  | African Party                    | Anloga Junction  | [ 126 ] |
| 2020  | Understand                       | Anloga Junction  | [ 127 ] |
| 2020  | Le Gba Gbe                       | Anloga Junction  | ,       |
| 2020  | Nominate                         | Anloga Junction  | ,       |
| 2020  | Everlasting                      | Anloga Junction  | [ 132 ] |
| 2020  | Journey                          | Anloga Junction  | [ 133 ] |
| 2020  | Nkuto                            | Anloga Junction  | [ 134 ] |
| 2020  | Only Love                        | Anloga Junction  | [ 135 ] |
| 2020  | Motion                           | Anloga Junction  | [ 136 ] |
| 2020  | Bow Down                         | Anloga Junction  | [ 137 ] |
| 2020  | Critical                         | Anloga Junction  | [ 138 ] |
| 2020  | Black Madonna                    | Anloga Junction  | [ 139 ] |
| 2020  | African idol                     | Anloga Junction  | [ 140 ] |
| 2020  | Strength and Hope                | Anloga Junction  | [ 141 ] |
| 2020  | Putuu                            | Non-album        | ,       |
| 2020  | Blaze Dem                        | Non-album        | [ 144 ] |
| 2020  | Activate                         | Non-album        | [ 145 ] |
| 2021  | 1Gad                             | Non-album        | ,       |
| 2021  | We move                          | Non-album        |         |
| 2021  | Blessing                         | Non-album        | [ 148 ] |
| 2021  | Outside                          | Non-album        | ,       |
| 2021  | Ariba                            | Non-album        | [ 151 ] |
| 2021  | Greedy Men                       | Non-album        | [ 152 ] |
| 2021  | Nukedzor                         | Non-album        |         |
| 2022  | Therapy                          | 5TH DIMENSION    | [ 153 ] |
|       | Gidigba                          | Non-album        | [ 154 ] |
| 2023  | Life & Money (featuring Stormzy) |                  |         |
| 2024  | Stonebwoy - OVERLORD             |                  | -       |
| 2024  | Jejereje                         | Non-album single |         |

En vedette dans :
- 2021 : Guns of Navarone ( Sean Paul feat. Jesse Royal (en), Stonebwoy & Mutabaruka )

## Prix et nominations
| Year | Cérémonie de remise des prix                | Prix remis                                   | Œuvre nominée/destinataire      | Résultat   | Ref     |
| ---- | ------------------------------------------- | -------------------------------------------- | ------------------------------- | ---------- | ------- |
| 2015 | BET Awards                                  | Best International Act                       | Stonebwoy                       | Lauréat    | [ 155 ] |
| 2015 | Vodafone Ghana Music Awards                 | Artist of the Year                           | Stonebwoy                       | Lauréat    | [ 156 ] |
| 2015 | Vodafone Ghana Music Awards                 | Reggae/Dancehall Artiste of the Year         | Stonebwoy                       | Lauréat    | [ 156 ] |
| 2015 | All Africa Music Awards                     | Best African Reggae, Ragga and Dancehall     | Stonebwoy                       | Lauréat    | [ 157 ] |
| 2015 | MTN 4Syte Music Awards                      | Best Reggae/Dancehall Video                  | Stonebwoy                       | Lauréat    | [ 158 ] |
| 2015 | MTN 4Syte Music Awards                      | Best Directed Video                          | Stonebwoy                       | Lauréat    | [ 158 ] |
| 2015 | MTN 4Syte Music Awards                      | Most Influential Artist                      | Stonebwoy                       | Lauréat    | [ 158 ] |
| 2016 | International Reggae and World Music Awards | Most Promising Act                           | Stonebwoy                       | Lauréat    | [ 159 ] |
| 2016 | Vodafone Ghana Music Awards                 | Reggae/Dancehall Song of the Year            | Stonebwoy                       | Lauréat    | [ 156 ] |
| 2016 | Ghana Music Awards UK                       | Most Popular Song of the Year                | Stonebwoy                       | Nomination | [ 160 ] |
| 2016 | Ghana Music Awards UK                       | Reggae/Dancehall Song of the Year            | Stonebwoy                       | Lauréat    | [ 160 ] |
| 2016 | Ghana Music Awards UK                       | Artiste of the Year                          | Stonebwoy                       | Nomination | [ 160 ] |
| 2016 | Ghana Music Awards UK                       | Album of the Year                            | Stonebwoy                       | Lauréat    | [ 160 ] |
| 2017 | BET Awards                                  | Best International Act                       | Stonebwoy                       | Nomination | ,       |
| 2017 | Vodafone Ghana Music Awards                 | Reggae/Dancehall Artiste of the Year         | Stonebwoy                       | Lauréat    | [ 163 ] |
| 2017 | Vodafone Ghana Music Awards                 | Reggae/Dancehall song of the Year            | Stonebwoy                       | Lauréat    | [ 163 ] |
| 2018 | All Africa Music Awards                     | Best Reggae/Dancehall African Artiste        | Stonebwoy                       | Lauréat    | [ 164 ] |
| 2018 | Nickelodeon Kids' Choice Awards             | Favorite African Star                        | Stonebwoy                       | Lauréat    | [ 165 ] |
| 2018 | 3Music Awards                               | Reggae/Dancehall artiste of the Year         | Stonebwoy                       | Lauréat    | [ 166 ] |
| 2018 | 3Music Awards                               | Twitstar of the Year                         | Stonebwoy                       | Lauréat    | [ 166 ] |
| 2018 | 3Music Awards                               | Instagram Star of the Year                   | Stonebwoy                       | Lauréat    | [ 166 ] |
| 2018 | Vodafone Ghana Music Awards                 | Reggae/Dancehall Artiste of the Year         | Stonebwoy                       | Lauréat    | [ 167 ] |
| 2019 | African Entertainment Awards USA            | Best Male Artiste                            | Stonebwoy                       | Lauréat    | [ 168 ] |
| 2019 | AFRIMA 2019                                 | Best Reggae Dancehall Artiste                | Stonebwoy                       | Lauréat    | ,       |
| 2020 | International Reggae and World Music Awards | Best African Reggae/Dancehall Entertainer    | Stonebwoy                       | Lauréat    | ,       |
| 2022 | 3Music Awards                               | Reggae/Dancehall Act of the Year             | Stonebwoy                       | Lauréat    | [ 174 ] |
| 2022 | Vodafone Ghana Music Awards                 | Vodafone Green Award                         | Stonebwoy                       | Lauréat    | [ 175 ] |
| 2022 | Vodafone Ghana Music Awards                 | Reggae/Dancehall Artiste of the Year         | Stonebwoy                       | Lauréat    | [ 175 ] |
| 2022 | Vodafone Ghana Music Awards                 | Music for Good                               | Greedy Men                      | Lauréat    | [ 175 ] |
| 2022 | Vodafone Ghana Music Awards                 | Best Collaboration                           | Enjoyment Minister (featured)   | Lauréat    | [ 175 ] |
| 2023 | Vodafone Ghana Music Awards                 | Best Afro Pop of the Year                    |                                 | Lauréat    | [ 176 ] |
| 2024 | Telecel Ghana Music Awards                  | Reggea Dancehall Artiste of The Year         |                                 | Lauréat    |         |
| 2024 | Telecel Ghana Music Awards                  | Album of The Video                           |                                 | Lauréat    |         |
| 2024 | Telecel Ghana Music Awards                  | Record of the Year                           |                                 | Lauréat    |         |
| 2024 | Telecel Ghana Music Awards                  | Best International Collaboration of the Year | Manodzi                         | Lauréat    |         |
| 2024 | Telecel Ghana Music Awards                  | Best Songwriter of the Year                  | Manodzi                         | Lauréat    |         |
| 2024 | Telecel Ghana Music Awards                  | Artiste of the Year                          | Stonebwoy                       | Lauréat    |         |
| 2024 | YEN Entertainment Awards                    | Best Male Artist of the Year                 | Stonebwoy                       | En attente | [ 177 ] |
| 2024 | YEN Entertainment Awards                    | Most Stylish Male Celeb                      | Stonebwoy                       | En attente | [ 177 ] |
| 2024 | 3Music Awards                               | Album of the Year                            | 5th Dimension                   | En attente | [ 178 ] |
| 2024 | 3Music Awards                               | Artiste (MVP) of the Year                    |                                 | En attente | [ 178 ] |
| 2024 | 3Music Awards                               | Best Collaboration of the Year               | Likor                           | En attente | [ 178 ] |
| 2024 | 3Music Awards                               | Digital Act of the Year                      |                                 | En attente | [ 178 ] |
| 2024 | 3Music Awards                               | Highlife Song of the Year                    | Manodzi                         | En attente | [ 178 ] |
| 2024 | 3Music Awards                               | Video of the Year                            | Manodzi                         | En attente | [ 178 ] |
| 2024 | 3Music Awards                               | Performer of the Year                        | BHIM 5th Dimension Concert 2023 | En attente | [ 178 ] |
| 2024 | 3Music Awards                               | Reggae/Dancehall Song of the Year            | Non-Stop                        | En attente | [ 178 ] |
| 2024 | 3Music Awards                               | Reggae/Dancehall Act of the Year             |                                 | En attente | [ 178 ] |
| 2024 | 3Music Awards                               | Song of the Year                             | Into the Future                 | En attente | [ 178 ] |
| 2024 | Ghana Music Awards USA                      | Artist of the Year                           | Stonebwoy                       | Nomination | [ 179 ] |
| 2024 | Ghana Music Awards USA                      | Reggae/Dancehall Artist of the Year          | Stonebwoy                       | Lauréat    | [ 179 ] |
| 2024 | Ghana Music Awards USA                      | Most Popular Song of the Year                | Into the Future                 | Nomination | [ 179 ] |
| 2024 | Ghana Music Awards USA                      | Best Collaboration of the Year               | "Likor"                         | Nomination | [ 179 ] |
| 2024 | Ghana Music Awards USA                      | Best Collaboration of the Year               | "Manodzi"                       | Nomination | [ 179 ] |
| 2024 | Ghana Music Awards UK                       | Artist of the Year                           | Stonebwoy                       | En attente | [ 180 ] |
| 2024 | Ghana Music Awards UK                       | Reggae/Dancehall Artist of the Year          | Stonebwoy                       | En attente | [ 180 ] |
| 2024 | Ghana Music Awards UK                       | Most Popular Song of the Year                | Into the Future                 | En attente | [ 180 ] |
| 2024 | Ghana Music Awards UK                       | Most Popular Song of the Year                | Likor                           | En attente | [ 180 ] |
| 2024 | Ghana Music Awards UK                       | Best Collaboration of the Year               | Likor                           | En attente | [ 180 ] |
| 2024 | Ghana Music Awards UK                       | Best Collaboration of the Year               | Manodzi                         | En attente | [ 180 ] |
| 2024 | Ghana Music Awards UK                       | Songwriter of the Year                       | Manodzi                         | En attente | [ 180 ] |
| 2024 | Ghana Music Awards UK                       | Best Music Video of the Year                 | Manodzi                         | En attente | [ 180 ] |
| 2024 | Ghana Music Awards UK                       | Best Music Video of the Year                 | Into the Future                 | En attente | [ 180 ] |
| 2024 | Ghana Music Awards UK                       | Best Afropop Song of the Year                | Into the Future                 | En attente | [ 180 ] |
| 2024 | Ghana Music Awards UK                       | Best Afropop Song of the Year                | Not God (Remix)                 | En attente | [ 180 ] |
| 2024 | Ghana Music Awards UK                       | Best Afrobeats Song of the Year              | Likor                           | En attente | [ 180 ] |
| 2025 | 26th Telecel Ghana Music Awards             | Best Music Video of the Year                 | Jejereje                        | Lauréat    |         |
| 2025 | Reggae/Dancehall Artiste of the Year        |                                              | Lauréat                         |            |         |
| 2025 | Best Reggae/Dancehall Song of the Year      | Psalm 23                                     | Lauréat                         |            |         |

### Prix de réussite en matière de divertissement
En mars 2021, son album Anloga Junction remporte le prix de l'album de l'année aux Entertainment Achievement Awards. Il remporte également le prix de l'artiste masculin de l'année.

### 3 Music Awards
En mars 2021, son album Anloga Junction remporte le prix de l'album de l'année aux 3Music Awards (en). Sa chanson Putuu Freestyle (Pray) remporte le prix de la chanson virale de l'année.

### Prix internationaux du reggae et des musiques du monde (IRAWMA)
En mai 2021, il est nominé pour le « Best African Dancehall Entertainer Award ».
Il est honoré par Billboard après avoir obtenu la 8e position du Reggae Chart et reçoit une plaque,,.

## Vie personnelle
Stonebwoy est marié au Dr Louisa, chirurgien-dentiste et ambassadeur de la santé bucco-dentaire mondiale, avec deux enfants, Catherine Jidula Satekla et L Janam Joachim Satekla.